# 严信民

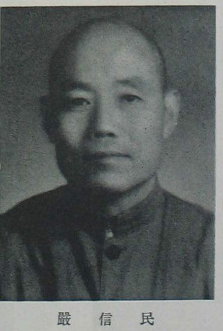
嚴信民近照

严信民（1902年2月2日—1988年8月15日），陕西澄城人，中华人民共和国政治人物，中国农工民主党原中央副主席。

## 生平
严信民于1924年前往莫斯科东方大学留学，后又赴德国法兰克福大学政治经济系深造。1933年希特勒上台后弃学回国。此后任教于西安中山学院，并任国民革命军驻陕总司令于右任的秘书。抗日战争期间出任监察院秘书、第六战区长官部参谋。1942年加入中华民族解放行动委员会。后又主编《中华论坛》、《人民时代》等刊物。1949年参加中国人民政治协商会议第一届全体会议。
中华人民共和国成立后，历任《光明日报》研究室主任、政务院参事、国家民委参事室主任、中央民族学院副院长、中国农工民主党中央副主席等职。此外，他还是第一、二、三、五届全国人大代表，第五、六届全国政协常委。